# Евфросин Псковский
Евфроси́н Пско́вский (в миру Елеазар; 1386 — 15 мая 1481) — преподобный Русской православной церкви, основатель Спасо-Елеазаровского монастыря. Память совершается 15 мая (по юлианскому календарю), а также в 3-ю неделю (воскресение) по Пятидесятнице в составе Собора Псковских святых.
Родился в 1386 году в селе Виделебье близ Пскова в семье простых псковских поселян. Был отдан родителям для обучения грамоте. Как повествует житие, перед тем как родители решили женить Елиазара, он, склонный к монашеской жизни, ушёл в Снетогорский монастырь и принял там постриг с именем Евфросин.
Около 1425 года Евфросин удалился на берег реки Толбы, где устроил себе келью. Постепенно вокруг него стали собираться иноки, начала складываться монашеская община будущего Спасо-Елеазаровского монастыря. Для иноков Евфросином был написан монашеский устав, не содержащий богослужебной части, а направленный только на общую регламентацию монастырского быта. В 1447 году Евфросином была построена церковь в честь трёх святителей (по преданию, они явились ему и указали место для постройки храма) и преподобного Онуфрия Великого. Весьма деятельное участие в обустройстве пустыни принимал сподвижник Евфросина схимник Серапион.
Учениками преподобного Евфросина были:
- Иоаким Опочский, основатель Опочского монастыря святого пророка Илии.
- Иларион Гдовский, основатель Княже-Озерского Покровского монастыря.

Скончался Евфросин в возрасте 95 лет 15 мая 1481 года, перед смертью он принял схиму со своим мирским именем Елеазар. На Макарьевском соборе 1549 года был причислен к лику святых. Над его гробницей по распоряжению новгородского архиепископа Геннадия была установлена икона, написанная Игнатием, учеником преподобного Евфросина, а также помещено его собственноручно написанное завещание. Позднее монастырь был перенесён на новое место, мощи Евфросина были положены в его кафоликоне под спудом. После закрытия в 1921—1923 годах Спаса-Елеазарова монастыря место погребения преподобного Евфросина было утрачено.